# Rekawinkel
Rekawinkel ist ein Dorf im Westen der Stadtgemeinde Pressbaum im Bezirk Sankt Pölten in Niederösterreich.

## Geografie
Rekawinkel liegt am Übergang vom Talsystem des Wienflusses in das Tal des Anzbaches, dem Rekawinkler Berg.

## Geschichte
Der Ort hat aber nicht nur verkehrstechnische Bedeutung, denn hier verlaufen die Westautobahn, die Westbahn und die II. Wiener Hochquellenleitung, sondern durch das ehemalige Sanatorium Rekawinkel auch große gesellschaftliche Bedeutung und erlangte im späten 19. und im frühen 20. Jahrhundert große Bekanntheit. Der Name des Ortes fand damit Eingang in Literatur und Kunst.

## Kultur und Sehenswürdigkeiten

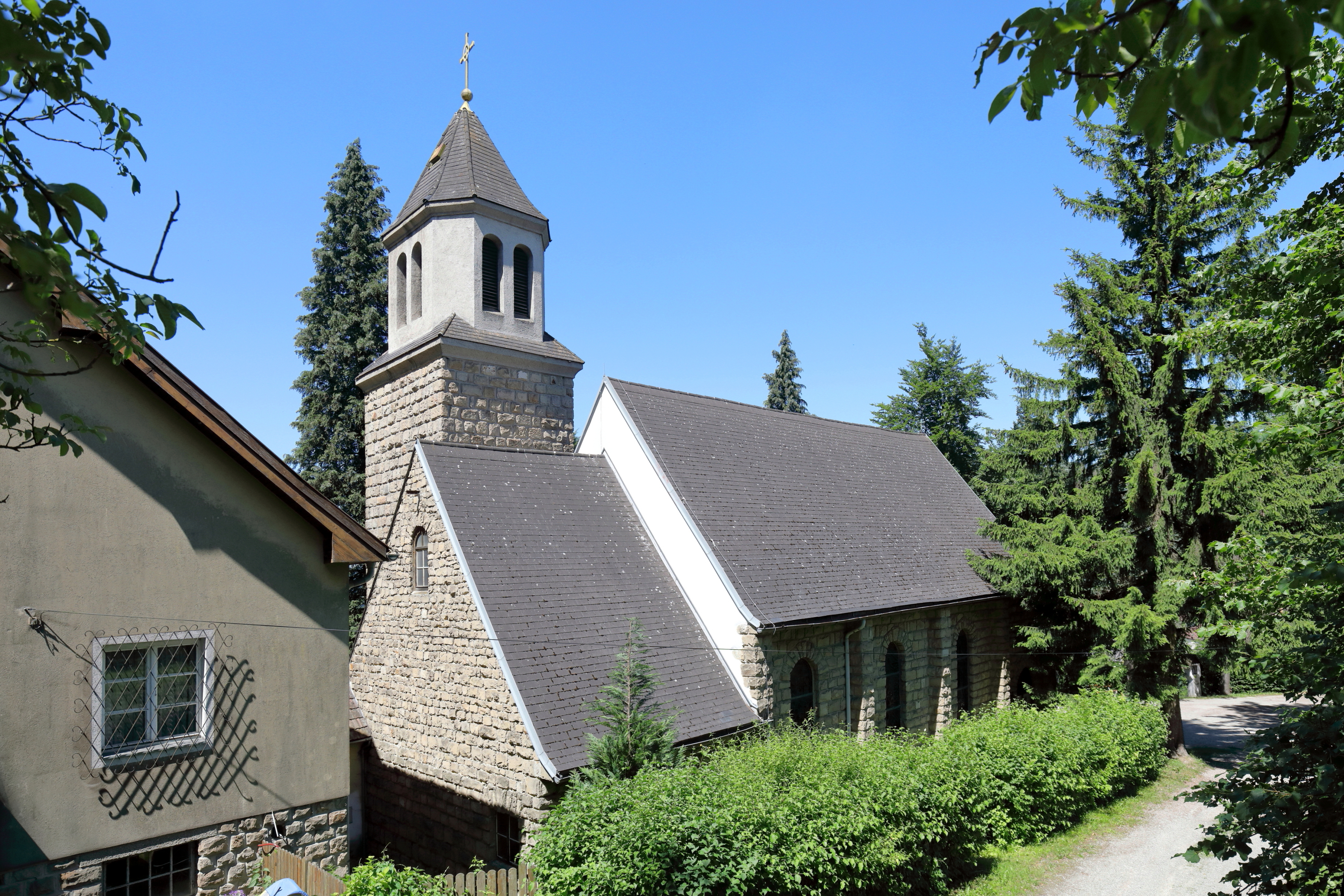
Filialkirche Rekawinkel

- Katholische Filialkirche Rekawinkel hl. Theresia vom Kinde Jesu
- Villen: In und um den Ort finden sich zahlreiche Villen, etwa am Lastberg, wo mehrere prachtvolle Bauten standen: In dem nach dem Ehepaar Albert und Elise Last benannten Hang befand sich deren Villa aus dem Jahr 1885, es wurde aber an Ort und Stelle auch ein Ziegelofen errichtet, mit dem Ziegel für weitere Villen gebrannt wurden: Es waren dies die Rote Villa (1885), die Keinen Villa (1885) und die Turmvilla (1887), die Teil einer Villensiedlung mit mietbaren Villen werden sollten, die aber nach dem Tod von Elise Last im Jahr 1888 nicht weiter ausgebaut wurde.[1]

## Verkehr

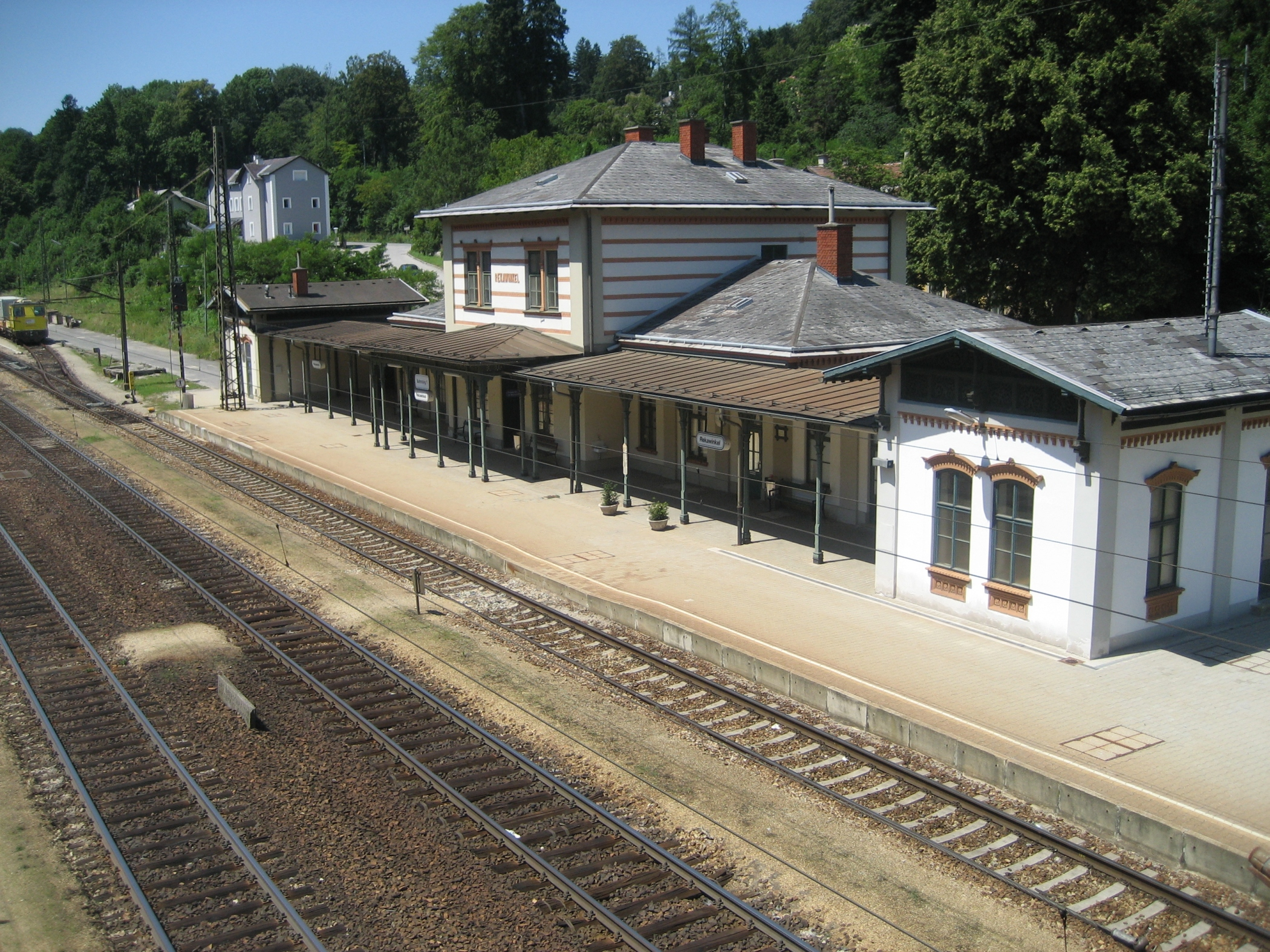
Bahnhof Rekawinkel

Der Rekawinkler Tunnel und der Kleine Dürreberg-Tunnel, beide Eisenbahntunnel der Westbahn, befinden sich westlich des Ortes. Am Bahnhof wurde 1876 das erste Stellwerk der Monarchie errichtet.
Der 1858 errichtete Bahnhof Rekawinkel ist der am besten erhaltene aus dieser Zeit. Die Elektrifizierung fand 1952 und die Modernisierung des unter Denkmalschutz stehenden Bahnhofs fand 2017/2018 statt. Seitdem gibt es einen barrierefreien Zugang.

## Persönlichkeiten
- Elise Last (1827–1888), Bibliothekarin und Schriftstellerin, starb im Ort
- Johann Nepomuk Prix (1836–1894), Kommunalpolitiker und Bürgermeister von Wien, verstarb im Ort
- Theodor von Hörmann (1840–1895), Landschaftsmaler, verstarb im Ort
- Adolf von Rhemen zu Barensfeld (1855–1932), Offizier und Generalgouverneur in Pljevlja, verstarb im Ort
- Ludwig Ganglbauer (1856–1912), Koleopterologe, verstarb im Ort
- Carl Giannoni (1867–1951), Historiker und Denkmalschützer, verstarb im Ort
- Carl Leopold Hollitzer (1874–1942), Maler, Karikaturist, Sänger und Kabarettist, verstarb im Ort
- Gustav Gugitz (1874–1964), Heimatforscher, Volkskundler und Kulturhistoriker, verstarb im Ort
- Siegfried Kramer (1877–1914), Architekt und Stadtbaumeister, verstarb im Ort
- Rudolf Junk (1880–1943), Grafiker und Maler, verstarb im Ort
- Karl Maria Swoboda (1889–1977), Kunsthistoriker und Universitätsprofessor, verstarb im Ort
- Paul Hermann Meixner (1891–1950), Marineoffizier und technischer Direktor des Sanatoriums
- George Saiko (1892–1962), Dichter und Schriftsteller, verbrachte hier seine späten Lebensjahre
- Carry Hauser (1895–1985), Maler, Bühnenbildner und Dichter, verstarb im Ort
- Karl Cornides (1911–1989), Journalist und Verleger, verstarb im Ort
- Elisabeth Eidenbenz (1913–2011), Schweizer Lehrerin und Gerechte unter den Völkern, wohnte im Ort